# Prem Chand
 (août 2025).
Prem Chand est un haut fonctionnaire fidjien.

## Biographie
Il obtient un diplôme de Bachelor of Arts (licence) de l'université du Pacifique Sud puis un Master d'Économie de l'université du Queensland. D'abord analyste pour une compagnie d'assurance, il enseigne ensuite l'économie à l'université du Pacifique Sud, avant de travailler à la Banque nationale des Fidji, où il devient à terme adjoint au directeur général.
Il entre en 2003 dans l'administration publique fidjienne, comme directeur général du ministère des Entreprises publiques, où le Premier ministre Laisenia Qarase le charge de mener une politique de privatisations et de transformation d'entreprises publiques en corporations. En décembre 2006 il devient le secrétaire permanent du bureau du Premier ministre des Fidji ainsi que du ministère de la Fonction publique,. 
Candidat malheureux pour le parti Alliance populaire aux élections législatives de 2022, il demeure secrétaire permanent du Service public, et travaille à la mise en place de la commission de vérité et de réconciliation voulue pour le Premier ministre Sitiveni Rabuka à la suite des quatre coups d'État qu'a connu le pays entre 1987 et 2006 - les deux premiers menés par l'alors lieutenant-colonel Rabuka lui-même.
En janvier 2025 il est choisi comme futur ambassadeur des Fidji aux Japon, devant succéder à Filimoni Waqabaca. Il meurt toutefois à l'hôpital à Suva le 25 juillet 2025, avant d'avoir pu entrer en fonction. Il est inhumé dans son village de Nukuloa dans la province de Ba, en présence du Premier ministre qui lui rend hommage.